# Liste des sénateurs du Calvados

Localisation du Calvados sur une carte de France.

## Sénateurs du Calvados sous laIIIeRépublique

### De 1876 à 1879
- Édouard Pierre Henri Bocher
- Charles-Pierre-Paul Paulmier
- Louis de Saint-Pierre

### De 1879 à 1888
- Édouard Pierre Henri Bocher
- Charles-Pierre-Paul Paulmier (1885) puis  Alexandre Lavalley
- Louis de Saint-Pierre

### De 1888 à 1897
- Édouard Pierre Henri Bocher (1894) puis Louis Tillaye
- Louis de Saint-Pierre (1890) puis Hippolyte Turgis
- Alexandre Lavalley (1892) puis Norbert Anne (1894) puis Paul Duchesne-Fournet

### De 1897 à 1906
- Hippolyte Turgis (1904) puis Louis Doynel de Saint-Quentin
- Paul Duchesne-Fournet
- Louis Tillaye

### De 1906 à 1920
- Louis Tillaye (1913) puis Henry Chéron
- Louis Doynel de Saint-Quentin
- Paul Boivin-Champeaux

### De 1920 à 1924
- Louis Doynel de Saint-Quentin
- Paul Boivin-Champeaux
- Henry Chéron

### De 1924 à 1933
- Louis Doynel de Saint-Quentin (1928) puis Jean Boivin-Champeaux
- Henry Chéron
- Charles d'Harcourt

### De 1933 à 1941
- Henry Chéron (1936) puis Camille Cautru
- Jean Boivin-Champeaux
- Charles d'Harcourt

## Sénateurs du Calvados sous laIVeRépublique

### De 1946 à 1948
- André Carles
- Jean Boivin-Champeaux

### De 1948 à 1955
- Jean Boivin-Champeaux
- Louis André

### De 1955 à 1959
- Louis André
- Jacques Descours Desacres

## Sénateurs du Calvados sous laVeRépublique

### De 1959 à 1962
- Jean-Marie Louvel (MRP)
- Jacques Descours Desacres (DVD)
- Louis André (Républicain indépendant)

### De 1962 à 1971
Après le décès de Jean-Marie Louvel le 13 juin 1970, le siège est vacant. Il échoit à Philippe de Bourgoing lors d'une élection partielle le 9 septembre 1970.
- Jean-Marie Louvel (MRP) puis Philippe de Bourgoing (Républicain indépendant)
- Jacques Descours Desacres (DVD)
- Louis André (Républicain indépendant)

### De 1971 à 1980
- Philippe de Bourgoing (Républicain indépendant)
- Jacques Descours Desacres (DVD)
- Jean-Marie Girault (Républicain indépendant)

### De 1980 à 1989
- Philippe de Bourgoing (UDF-PR)
- Jacques Descours Desacres (DVD)
- Jean-Marie Girault (UDF-PR)

### De 1989 à 1998
- Philippe de Bourgoing (UDF)
- Ambroise Dupont (UDF)
- Jean-Marie Girault (UDF)

### De 1998 à  2008
- Ambroise Dupont (UDF)
- Jean-Léonce Dupont (UDF)
- René Garrec (UDF)

### De 2008 à 2014
- Ambroise Dupont (UMP)
- Jean-Léonce Dupont (NC)
- René Garrec (UMP)

### De 2014 à 2020
- François Aubey puis Corinne Féret (PS)
- Jean-Léonce Dupont (UDI)
- Pascal Allizard (LR)